# Ngeriungs
Ngeriungs ist eine kleine Insel im Südosten des Kayangel-Atolls, welches geopolitisch zur pazifischen Inselrepublik Palau gehört.
Die dicht bewaldete Insel liegt ca. 820 m südlich der Hauptinsel Kayangel, ist 1350 m lang von Norden nach Süden, bei einer Breite von 130 m im Süden und 380 m im Norden. Die Landfläche beträgt 27 ha.
Ngeriungs ist unbewohnt.